# Siliconenolie
Een siliconenolie is elk vloeibaar gepolymeriseerd siloxaan met organische zijketens. Het belangrijkste lid is polydimethylsiloxaan. Deze polymeren zijn van commercieel belang vanwege hun relatief hoge thermische stabiliteit en hun smerende eigenschappen.

## Structuur
Zoals alle siloxanen (bijvoorbeeld hexamethyldisiloxaan), bestaat de polymeerskelet uit afwisselende silicium- en zuurstofatomen (... Si − O − Si − O − Si ...). Veel groepen kunnen aan het tetravalente silicium worden gehecht. centra, maar de dominante substituent is methyl of soms fenyl. Veel siliconenvloeistoffen zijn lineaire polymeren die aan het uiteinde zijn afgedekt met trimethylsilylgroepen. Andere siliconenvloeistoffen zijn cyclosiloxanen.

## Toepassingen
Siliconenoliën worden voornamelijk gebruikt als smeermiddel, thermische vloeibare oliën of hydraulische vloeistoffen. Ze zijn uitstekende elektrische isolatoren en zijn, in tegenstelling tot hun koolstofanalogen, niet-ontvlambaar. Door hun temperatuurstabiliteit en goede warmteoverdrachtseigenschappen worden ze veel gebruikt in laboratoria voor verwarmingsbaden ("oliebaden") die bovenop roerders met kookplaat zijn geplaatst, evenals in vriesdrogers als koelmiddelen. Siliconenolie wordt ook vaak gebruikt als werkvloeistof in dashpots, natte transformatoren, diffusiepompen en in met olie gevulde verwarmingstoestellen. Het gebruik in de lucht- en ruimtevaart omvat onder meer de externe koelmiddellus en radiatoren van de Zvezda-module van het internationale ruimtestation, die warmte in het vacuüm van de ruimte afstoot.
De klasse siliconenoliën die bekend staat als cyclosiloxanen heeft veel van dezelfde eigenschappen als andere niet-cyclische siloxaanvloeistoffen, maar heeft ook een relatief hoge vluchtigheid, waardoor deze bruikbaar is in een aantal cosmetische producten, zoals anti-transpirant.
Sommige siliconenoliën, zoals simethicone, zijn krachtige antischuimmiddelen vanwege hun lage oppervlaktespanning. Ze worden gebruikt in industriële toepassingen zoals destillatie of fermentatie, waar overmatige hoeveelheden schuim problematisch kunnen zijn. Ze worden soms aan spijsolie toegevoegd om overmatig schuimen tijdens het frituren te voorkomen. Siliconenoliën die als smeermiddel worden gebruikt, kunnen onbedoelde ontschuimers (verontreinigingen) zijn bij processen waarbij schuim gewenst is, zoals bij de vervaardiging van polyurethaanschuim.
Siliconenolie is, samen met boorzuur, ook een van de twee hoofdingrediënten in Silly Putty.
Siliconenolie dient als effectief smeermiddel voor wapens en is geschikt voor gebruik met de rubberen, plastic en metalen onderdelen die vaak in vuurwapens worden aangetroffen. Dankzij de hoge oppervlaktehechting kan er een langdurige beschermfilm ontstaan, wat gunstig is voor het conserveren van wapens tijdens langdurige opslag.

### Medische toepassingen
Consumentenproducten om winderigheid onder controle te houden bevatten vaak siliconenolie. Siliconenoliën zijn gebruikt als vervanging voor glasvochtvloeistof om moeilijke gevallen van netvliesloslating te behandelen, zoals die gecompliceerd met proliferatieve vitreoretinopathie, grote netvliesscheuren en penetrerend oogtrauma. Bovendien wordt siliconenolie gebruikt in de algemene geneeskunde en chirurgie. Vanwege de waterafstotende en smerende eigenschappen van siliconenolie wordt het beschouwd als een geschikt materiaal voor het onderhoud van chirurgische instrumenten. Ze worden ook gebruikt bij digitale rectale onderzoeken (DRE).

### Gebruik in de automobielsector
Siliconenolie wordt vaak gebruikt als vloeistof in de koppelingen van de koelventilator van auto's, en wordt nog steeds gebruikt in de nieuwere elektronische ventilatorkoppelingen.